# Nunca es suficiente
«Nunca es suficiente» es una canción de la cantautora mexicana Natalia Lafourcade. Es el segundo sencillo de su quinto álbum de estudio, Hasta la raíz. Fue compuesta en colaboración con Anthony López y Daniela Azpiasu, cantante de la banda electropop mexicana María Daniela y Su Sonido Lasser.
Fue lanzada el día 10 de febrero de 2015 por la discográfica Sony Music, en la radio y para descarga digital.
La versión en vivo de la canción junto a Los Ángeles Azules logró llegar a las 2,000 millones de visualizaciones en YouTube en marzo de 2024.

## Compositores
La canción fue compuesta por Natalia Lafourcade, Anthony López y Daniela Azpiaz ("María Daniela"), fue grabada en el estudios El Ganzo en Los Cabos, México, y Sonic Ranch en Tornillo, Texas, Estados Unidos. Fue producida por Lafourcade y el productor argentino Cachorro López.

## Lista de canciones
- Descarga digital[1]

1. «Nunca es suficiente» – 3:57

## Posicionamiento en las listas

### Semanales
| México | México Airplay (Billboard)         | 17 |
| México | México Español Airplay (Billboard) | 4  |
| México | Monitor Latino                     | 4  |
| México | Top 150 Stream                     | 94 |

### Anuales
| México | Monitor Latino | 10 |

### Certificaciones
| País   | Organismo certificador | Certificación    | Ventas certificadas | Ref.   |
| ------ | ---------------------- | ---------------- | ------------------- | ------ |
| México | AMPROFON               | Diamante+Platino | 360,000             | [ 11 ] |

## Otras versiones

### Versión cumbia
La versión cumbia fue grabada el lunes 14 de marzo de 2016 en Puerto Progreso, Yucatán. Es interpretada por Los Ángeles Azules con la colaboración de su cantautora. Se incluyen arreglos nuevos propios de la nueva corriente de la cumbia mexicana. Fue publicada el 20 de abril de 2018.  El video musical de la canción llegó a las 2,000 millones de reproducciones en YouTube, haciéndolo el primer video mexicano en llegar a dicho logro. En el año 2019, el grupo de cumbia peruano "Orquesta Candela" grabó esta canción como parte de su nuevo disco.

### Posicionamiento en las listas

#### Semanales
| México         | Mexico Airplay (Billboard)                       | 7  |
| México         | Mexico Popular Airplay (Billboard)               | 5  |
| 2019           |                                                  |    |
| Estados Unidos | Bubbling Under Hot 100 (Billboard)               | 9  |
| Estados Unidos | Hot Latin Songs (Billboard)                      | 7  |
| Estados Unidos | Latin Airplay (Billboard)                        | 3  |
| Estados Unidos | Latin Steaming Songs (Billboard)                 | 11 |
| Estados Unidos | Regional Mexican Airplay (Billboard)             | 1  |
| Estados Unidos | Regional Mexican Digital Songs Sales (Billboard) | 1  |

### Certificaciones
| País   | Organismo certificador | Certificación      | Ventas certificadas | Ref.   |
| ------ | ---------------------- | ------------------ | ------------------- | ------ |
| México | AMPROFON               | Diamante + Platino | 360,000             | [ 21 ] |